# Мардин
Мардин је град у југоисточној Турској, он је и административни центар Провинције Мардин, познат по својој арапској архитектури, као и стратешком положају на планини са које се могу надзирати долине северне Сирије.

## Историја
Најранији становници Мардина су били сиријски оријентално-православни хришћани, који су основали град у 3. веку. Град је одржао свој хришћански идентитет током муслиманске арапске власти између 7. и 13. века, па чак и када га је за свој главни град прогласило племе Артукидских Туркмена између 12. и 14. века. Племе су године 1394. покорили Монголи, али никада нису директно управљали подручјем.
Мардин је постао део Османског царства под Селимом I године 1517, и остао под османском влашћу све до Првог светског рата. У граду су се године 1832. побунили Курди. Многи од хришћанских становника Мардина, потомци древних оснивача, били су убијени или прогнани за време турског рата за независност/асирског геноцида, па зато кршћани данас чине сићушну мањину у граду.

## Становништво
| 1990.  | 2000.  | 2012.  |
| ------ | ------ | ------ |
| 53.005 | 65.072 | 86.948 |

## Партнерски градови
- Љубљана